# Supțirica din vecini
Supțirica din vecini este o poezie scrisă de George Coșbuc, apărută în volumul de poezii Balade și idile publicat în anul 1893.